# Incendie d'Agouza de 2015
Le 4 décembre 2015, un cocktail Molotov  a été lancé dans le restaurant El Sayad au Caire, en Égypte.  L'incendie qui en a résulté a tué 17 personnes et en a blessé 6,. Le restaurant était aussi une boîte de nuit et était situé dans le quartier Agouza de la ville. 
Le restaurant était situé dans un sous-sol et n'avait pas de sortie de secours . 
Les responsables de l'attentat sont deux jeunes hommes à qui le personnel du service de sécurité du club a refusé l'entrée à la porte le jeudi soir.  Le duo avec l'aide de deux complices est ensuite revenu le lendemain à 6h00 avec un cocktail Molotov. Ils se sont battus avec la sécurité de la porte puis ont jeté la bombe incendiaire à l'intérieur du club avant de s'enfuir.  Toutes les victimes, 12 hommes et 5 femmes, étaient des employés du club.  L'enquête a révélé que la porte de secours était verrouillée avec des chaînes, contribuant au nombre élevé de morts.  Le 16 janvier 2016, les procureurs du Caire ont inculpé les quatre suspects de meurtre en lien avec l'incendie criminel.